# إمبراطورية الصين (1915-1916)
إمبراطورية الصين محاولة لم تدم طويلًا لإعادة العمل بنظام الملكية في الصين على يد رجل الدولة الجنرال الرئيس يوان شيكاي بين أواخر عام 1915 وأوائل عام 1916، مسميًا نفسه إمبراطور هونغشيان. كانت المحاولة فاشلة؛ فقد أرجعت قضية جمهورية الصين سنوات عديدة إلى الوراء، ومزقت الصين ضمن فترة صراع بين مختلف أمراء الحرب المحليين.

## تحضيرات التأسيس
بعد تنصيب يوان شيكاي ليكون الرئيس الأعلى المؤقت الثاني لجمهورية الصين، اتخذ خطوات مختلفة لتوطيد سلطته وإبعاد زعماء المعارضة عن مناصبهم.
تعاون مع مختلف القوى الأوروبية واليابان أيضًا لتوطيد سلطته الخاصة. في أغسطس 1915، أصدر تعليمات إلى يانغ دو (楊度) وآخرين، لحشد الدعم لعودة الملكية. في 11 ديسمبر 1915، انتخبته جمعية بالإجماع كإمبراطور. رفض يوان ذلك رسميًا، لكنه «توانى» ووافق على الفور عندما قدمت الجمعية الوطنية عريضة مرة أخرى في ذلك اليوم.
في 12 ديسمبر، أعلن يوان -بدعم من ابنه يوان كيدينغ- قيام إمبراطورية الصين منصبًا نفسه «الإمبراطور العظيم للإمبراطورية الصينية» (بالصينية المبسطة: 中华帝国大皇帝؛ بالصينية التقليدية: 中華帝國大皇帝 ؛ بينيين: Zhōnghuá Dìguó Dà Huángdì) مختارًا اسم الحقبة هونغشيان (باللغة الصينية المبسطة: 洪宪; ؛ بالصينية التقليدية: 洪憲 ؛ بينيين:  Hóngxiàn أي «الوفرة الدستورية»). ومع ذلك، فإن يوان، المعروف الآن باسم إمبراطور هونغشيان، أرجأ طقوس التبوء حتى 1 يناير 1916.  عمل على إزالة الأزياء المنشورية من الثقافة وأحيى أزياء هان الصينية ولكن مع إجراء بعض التغييرات عليها. ارتدى ملابس هان جديدة لحضور تجربة أداء خربتها خليلته الكورية.
بعد فترة وجيزة، بدأ إمبراطور هونغشيان بتوزيع ألقاب النبلاء على أقرب أقاربه وأصدقائه وكذلك أولئك الذين ظن أنه يستطيع شرائهم بالألقاب.
عائلة آيشن جيورو من سلالة تشينغ -التي كانت تعيش في المدينة المحرمة آنذاك- «وافقت» على تبوء يوان كإمبراطور، بل واقترحت «الزواج الملكي» من ابنة يوان إلى بوئي، آخر ملك من سلالة تشينغ.

## ردود فعل مضادة
كان من المقرر أن يكون عام 1916 «سنة هونغشيان الأولى» (洪憲元年) بدلًا من «سنة الجمهورية الخامسة» (民國五年)، بيد أن إمبراطور هونغشيان لم يواجه معارضة من قِبَل المتمردين فحسب، بل والأهم من ذلك بكثير واجه معارضة القادة العسكريين التابعين له الذين كانوا يعتقدون أن تبني يوان للملكية من شأنه أن يتيح له الحكم دون الاعتماد على دعم المؤسسة العسكرية.
تمرد الإقليم مقاطعة بعد أخرى إثر تنصيبه، بدءًا بمقاطعة يونان بقيادة حاكم الإمبراطور كاي إي والجنرال تانغ جي ياو، ومقاطعة جيانغشي بقيادة الحاكم لي ليجون. شكل المتمردون جيش الحماية الوطني (護國軍) ومن ثم بدأت حرب الحماية الوطنية. وأعقب ذلك إعلان مقاطعات أخرى الاستقلال عن الإمبراطورية. أما جنرالات بييانغ التابعين للإمبراطور، الذي لم يتلقَ جنودهم أي أجر من الحكومة الإمبراطورية، لم يشنوا حملة عدوانية ضد جيش الحماية الوطنية وعانى جيش بييانغ من العديد من الهزائم على الرغم من كونه أفضل تدريبًا وعتادًا من جيش الحماية الوطنية.
لدى ملاحظة ضعف إمبراطور هونغشيان وعدم شعبيته، سحبت القوى الأجنبية دعمها (لكنها لم تختر جانبًا في الحرب). في بداية الأمر هددت إمبراطورية اليابان بالغزو، ثم التزمت بالإطاحة بإمبراطور هونغشيان، واعترفت بأن طرفي الصراع «في حالة حرب» وسمحت للمواطنين اليابانيين بمساعدة الجمهوريين. في مواجهة المعارضة العالمية، أرجأ الإمبراطور مرارًا وتكرارًا طقوس التبوء لاسترضاء خصومه. وقُطع تمويل المراسم الاحتفالية في 1 مارس. درس يوان التخلي عن النظام الملكي مع ليانغ شيي في 17 مارس وتخلى عنه في 22 مارس. وألغيت سنة «هونغشيان» في 23 مارس واستعيدت الجمهورية. حكم يوان 83 يومًا بالمجمل.
بعد وفاة يوان في 6 يونيو تولى نائب الرئيس لي يوانهونغ الرئاسة، وعين الجنرال بييانغ دوان كيروي رئيسًا للوزراء وأعاد الجمعية الوطنية والدستور المؤقت. ومع ذلك، ضعفت السلطة المركزية لحكومة بكين بشكل كبير، وإن زوال إمبراطورية يوان قد أغرق الصين في عصر أمراء الحرب.